# لويغي دوناتو
لويغي دوناتو هو رسام إيطالي، ولد في القرن الخامس عشر، وتوفي في القرن السادس عشر.